# Tetrablemma
Tetrablemma là một chi nhện trong họ Tetrablemmidae.